# Дечја песма Евровизије 2025.
Дечја песма Евровизије 2025. биће 23. по реду такмичење намењено деци. Одржаће се у Тбилисију, главном граду Грузије, у спортској палати Тбилиси.

## Финале
| Р. бр. | Држава                 | Представник     | Песма                        | Пласман | Поени |
| ------ | ---------------------- | --------------- | ---------------------------- | ------- | ----- |
|        | Азербејџан iTV         |                 |                              |         |       |
|        | Албанија RTSH          | Крони Пуља      | Fruta perime (Воће и поврће) |         |       |
|        | Грузија                |                 |                              |         |       |
|        | Ирска                  |                 |                              |         |       |
|        | Италија                |                 |                              |         |       |
|        | Јерменија              |                 |                              |         |       |
|        | Кипар CyBC             |                 |                              |         |       |
|        | Малта                  |                 |                              |         |       |
|        | Пољска                 | Маријана Клос   |                              |         |       |
|        | Португал RTP           | Инеш Гонсалвеш  |                              |         |       |
|        | Сан Марино SMRTV       |                 |                              |         |       |
|        | Северна Македонија МРТ | Нела Манческа   |                              |         |       |
|        | Украјина               |                 |                              |         |       |
|        | Француска              |                 |                              |         |       |
|        | Холандија              |                 |                              |         |       |
|        | Хрватска               | Марино Вргоч    |                              |         |       |
|        | Црна Гора              |                 |                              |         |       |
|        | Шпанија                | Гонзало Пиниљос |                              |         |       |

## Остале земље

### Активни чланови ЕРУ
Земље које су одустале од учешћа:
- Аустралија (прикључена чланица ЕРУ)
- Белгија
- Бугарска
- Велс
- Грчка
- Данска
- Естонија
- Израел
- Казахстан (прикључена чланица ЕРУ)
- Летонија
- Литванија
- Немачка
- Норвешка
- Румунија
- Словенија
- Србија
- Уједињено Краљевство
- Швајцарска
- Шведска

### Нису чланови ЕРУ
Земље које су учествовале раније, али нису чланови ЕРУ те им је онемогућено учешће на такмичењу:
- Белорусија
- Русија